# Svitle, Krasîliv
Svitle (în ucraineană Світле; în trecut, Uleanivka Druha, în ucraineană Улянівка Друга) este un sat în comuna Zaslucine din raionul Krasîliv, regiunea Hmelnîțkîi, Ucraina.

## Demografie
Componența lingvistică a localității Svitle
     Ucraineană (98,37%)
     Rusă (1,63%)
Conform recensământului din 2001, majoritatea populației localității Svitle era vorbitoare de ucraineană (98,37%), existând în minoritate și vorbitori de rusă (1,63%).